# 구쑤구

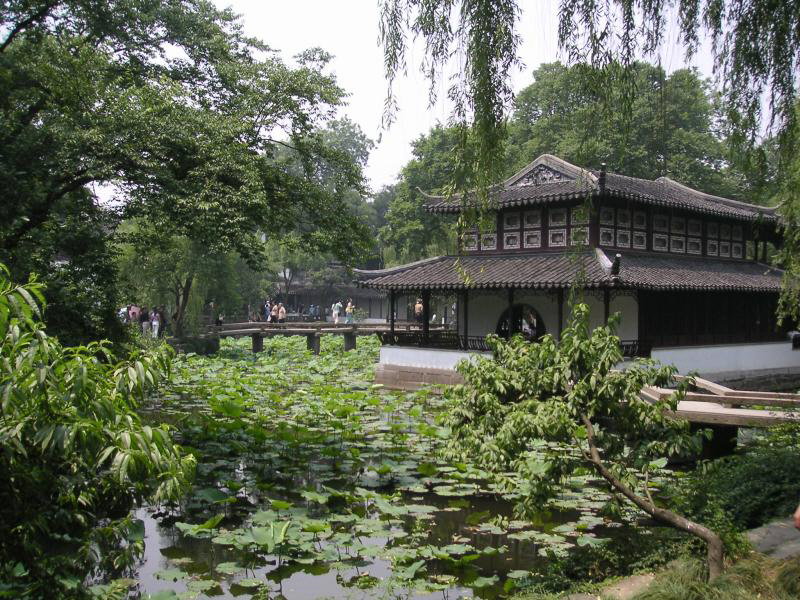

구쑤구(중국어 간체자: 姑苏区, 정체자: 姑蘇區, 병음: Gūsū Qū)는 중국 장쑤성 쑤저우 시의 시할구이다. 2012년 10월 26일, 진창 구, 창랑 구, 핑장 구가 합병해 만들어졌다. 세계유산 쑤저우 고전원림의 소재지이기도 하다.

## 같이 보기
- 샨탕제
- 후치우